# 寺子屋ゆめ指南
『寺子屋ゆめ指南』（てらこやゆめしなん）は、NHKのテレビ時代劇。NHK総合の金曜時代劇として、1997年9月5日から1998年3月20日まで全24話が放送された。

## 解説
若き教師と生徒がぶつかりながら成長していく学園ドラマが、江戸の寺子屋を舞台に展開されていく時代劇。高橋和也は時代劇初主演で、千葉真一はNHKの時代劇に初出演した作品である。千葉と娘の真瀬樹里は本ドラマで初めて親子共演を果たした。

## キャスト

### 市井の人々
- 桂木正二郎：高橋和也
- 森川源之助：東幹久
- 穴倉兵之進：畠中洋
- 泉水美雪：西田尚美
- 桂木新一郎：伊藤洋三郎
- 桂木里織：吉宮君子
- 徳次：中条きよし
- お吉：小林幸子
- おりん：美保純
- 卯女：中村玉緒
- 良庵：愛川欽也
- 泉水又十郎：千葉真一

### 生徒
- 留吉：明石亮太朗
- お菊：上脇結友
- 弥吉：清水佑樹
- おたね：末広ゆい
- 政太郎：山田一統
- お咲：井上真央
- 庄助：湯前慶大
- お京：西秋愛菜
- 平太：高村祐穀
- お駒：石川由佳子
- 清吉：小川一樹
- お染：大野美苑
- 健吾：西谷有統
- お絹：清野優美
- 小助：伊藤隆大

### 各話ゲスト
- 第1話 強盗：大森嘉之、店の親分：港雄一
- 第3話 高山伊兵衛：大和田伸也、堀田：きくち英一
- 第4話 松五郎：佐戸井けん太、卯之吉：甲本雅裕
- 第5話 松丸：青柳翔、おつや：福島珠美
- 第6話 お咲の父親・清兵衛：三遊亭楽太郎、阿国：大竹一重
- 第7話 伊佐次：堤大二郎
- 第9話 尚武館の三男坊・誠三郎：マイケル富岡
- 第10話 平太の父・辰三：徳井優、平太の母・お豊：広岡由里子、健吾の父・市次郎：大橋吾郎
- 第12話 お順：田村英里子
- 第13話 絹問屋の主人：竜雷太
- 第14話 浪人：松重豊
- 第15話 寿々：佐久間良子
- 第17話 老人・為一：すまけい
- 第18,23-24話 志乃：真瀬樹里

## サブタイトル
- 第1話「お師匠様がやってきた」
- 第2話「将軍のおしっこ」
- 第3話「道場破り」
- 第4話「留吉がみていた？」
- 第5話「めだかの手習い」
- 第6話「居残り正二郎」
- 第7話「なみだ雨」
- 第8話「兄の背中」
- 第9話「美雪の縁談」
- 第10話「初恋」
- 第11話「侍にっぽん」
- 第12話「女剣士と女盗賊」
- 第13話「寺子屋やめます」
- 第14話「大晦日（おおつごもり）の人質」
- 第15話「正二郎と二人の母」
- 第16話「はぐれもの」
- 第17話「北斎まんが」
- 第18話「果たし合い」
- 第19話「巣立ち」
- 第20話「いちばん大切な人」
- 第21話「ほつれた夫婦」
- 第22話「時の壺」
- 第23話「又十郎最期」
- 第24話「夢まっしぐら」

## スタッフ
- 原作：大川タケシ
- 脚本：布勢博一・中村勝行・いずみ玲
- 音楽：服部隆之
- 演出：若泉久朗・田中健二・村上祐二・伊勢田雅也ほか
- 製作：NHK

## 主題歌
主題歌：「雑草」（作詞：松井五郎 作曲：永井龍雲 編曲：今泉敏郎 歌：五木ひろし）